# 马克西姆·莫雷尔斯
马克西姆·莫雷尔斯（荷蘭語：Maxime Moreels，1991年6月12日—），比利時男子羽毛球運動員。

## 簡歷
2014年8月，马克西姆·莫雷尔斯參加丹麥哥本哈根舉行的世界羽毛球錦標賽，出戰男子單打項目，首圈就以0比2（15-21、11-21）負於3號種子、丹麥的简·奥·约根森出局。
2017年8月，莫雷尔斯參加蘇格蘭格拉斯哥舉行的世界羽毛球錦標賽，出戰男子單打項目，首圈就以0比2（9-21、12-21）不敵9號種子、香港的伍家朗出局。

## 主要比賽成績
只列出曾進入準決賽的國際賽事成績：
| 年份   | 賽事                   | 公開賽級別 | 項目     | 成績   |
| ------ | ---------------------- | ---------- | -------- | ------ |
| 2013年 | 美國羽毛球國際賽       | 國際挑戰賽 | 男子單打 | 準決賽 |
| 2014年 | 南非羽毛球國際賽       | 國際系列賽 | 男子單打 | 準決賽 |
| 2015年 | 毛里裘斯羽毛球國際賽   | 國際系列賽 | 男子單打 | 準決賽 |
| 2015年 | 摩洛哥羽毛球國際賽     | 國際系列賽 | 男子單打 | 準決賽 |
| 2015年 | 博茨瓦納羽毛球國際賽   | 國際系列賽 | 男子單打 | 準決賽 |
| 2016年 | 斯洛文尼亞羽毛球國際賽 | 國際系列賽 | 男子單打 | 準決賽 |
| 2016年 | 蘇利南羽毛球國際賽     | 國際系列賽 | 男子單打 | 亞軍   |
| 2016年 | 贊比亞羽毛球國際賽     | 國際系列賽 | 男子單打 | 冠軍   |
| 2016年 | 南非羽毛球國際賽       | 國際系列賽 | 男子單打 | 準決賽 |
| 2016年 | 博茨瓦納羽毛球國際賽   | 國際系列賽 | 男子單打 | 準決賽 |
| 2017年 | 摩洛哥羽毛球國際賽     | 國際系列賽 | 男子單打 | 準決賽 |
| 2017年 | 贊比亞羽毛球國際賽     | 國際系列賽 | 男子單打 | 準決賽 |
| 2017年 | 南非羽毛球國際賽       | 國際系列賽 | 男子單打 | 冠軍   |
| 2018年 | 科特迪瓦羽毛球國際賽   | 國際系列賽 | 男子單打 | 準決賽 |
| 2018年 | 貝寧羽毛球國際賽       | 未來系列賽 | 男子單打 | 冠軍   |
| 2018年 | 墨西哥羽毛球國際賽     | 國際系列賽 | 男子單打 | 亞軍   |
| 2018年 | 蘇利南羽毛球國際賽     | 國際系列賽 | 男子單打 | 準決賽 |
| 2019年 | 喀麥隆羽毛球國際賽     | 國際系列賽 | 男子單打 | 準決賽 |
| 2020年 | 伊朗羽毛球國際挑戰賽   | 國際挑戰賽 | 男子單打 | 亞軍   |
| 2020年 | 肯亞羽毛球國際賽       | 未來系列賽 | 男子單打 | 準決賽 |

| 2007-2017年 | 首要超級賽 | 超級賽 | 黃金大獎賽 | 大獎賽 | 國際挑戰賽 | 國際系列賽 | 未來系列賽 | 其他 |

| 2018-2026年 | 總決賽 | 超級1000賽 | 超級750賽 | 超級500賽 | 超級300賽 | 超級100賽 | 國際挑戰賽 | 國際系列賽 | 未來系列賽 | 其他 |

### 奧運會和世錦賽參賽紀錄
|          | 2014 | 2015 | 2016 | 2017 | 2018 | 2019 | 2020 | 2021 |
| -------- | ---- | ---- | ---- | ---- | ---- | ---- | ---- | ---- |
| 男子單打 | 64強 | －   | －   | 64強 | 64強 | 64強 | －   | 64強 |